# Liste von Schiffen mit dem Namen Narval
Narval oder Narwal ist ein mehrfach genutzter Name von Schiffen, der sich vom Narwal ableitet.

## Schiffsliste
| Bezeichnung | Schiffsart  | Klasse / Typ  | Baujahr | Bauwerft                             | Eigner                                       | Dienstzeit | Verbleib                                           | Bild |
| ----------- | ----------- | ------------- | ------- | ------------------------------------ | -------------------------------------------- | ---------- | -------------------------------------------------- | ---- |
| Narval      | U-Boot      |               | 1900    |                                      | Marine Nationale                             | 1900–1909  | 1909 aus dem Register gestrichen                   |      |
| Narval      | U-Boot      | Requin-Klasse | 1926    | Arsenal de Cherbourg                 | französische Marine                          | 1926–1940  | Am 15. Dezember 1940 nach Seeminentreffer gesunken |      |
| Narval      | U-Boot      | S-Klasse      | 1945    | Cammell, Laird & Company, Birkenhead | Marinha Portuguesa                           | 1948–1969  | 1969 verschrottet                                  |      |
| Narval      | U-Boot      | Narval-Klasse | 1957    | Arsenal de Cherbourg                 | französische Marine                          | 1957–1983  | 1986 verschrottet                                  |      |
| Narval      | U-Boot      | Delfin-Klasse | 1973    | Bazán, Cartagena                     | Armada Española                              | 1973–2003  | Museumsschiff in Torrevieja                        |      |
| Narwal      | Hecktrawler |               | 1962    | Beliard-Murdoch, Ostende             | Compañía Sudamericana de Pesca y Exportación | 1962–1982  | während des Falklandkrieges 1982 versenkt          |      |
| Narwal      | U-Boot      |               | 1990    | Abeking & Rasmussen, Lemwerder       | Deutsche Marine                              |            | Ausstellungsstück im Militärhistorischen Museum    |      |